# Isla de Sambu
Isla de Sambu (en indonesio: Pulau Sambu) es una isla pequeña que forma parte administrativamente de la provincia de las Islas Riau en el noroeste del país asiático de Indonesia. Se encuentra ubicada en la parte noroeste de la mucho mayor isla de Batam, en el estrecho de Singupur, al sur de Singapur y al notte de las islas de Bulan y Kapalajemih.